# NGC 1179
NGC 1179 est une galaxie spirale intermédiaire située dans la constellation de l'Éridan. NGC 1179 a été découverte par l'astronome américain Ormond Stone en 1886.

## Caractéristiques
Sa vitesse par rapport au fond diffus cosmologique est de  1 606 ± 12 km/s, ce qui correspond à une distance de Hubble de 23,7 ± 1,7 Mpc (∼77,3 millions d'al).
À ce jour, 16 mesures non basées sur le décalage vers le rouge (redshift) donnent une distance de 15,906 ± 4,025 Mpc (∼51,9 millions d'al), ce qui est à l'intérieur des valeurs de la distance de Hubble.
La classe de luminosité de NGC 1179 est III-IV et elle présente une large raie HI.
En raison d'une brillance de surface égale à 15,13 mag/am2, on peut qualifier NGC 1179 de galaxie à faible brillance de surface (LSB en anglais pour low surface brightness). Les galaxies LSB sont des galaxies diffuses (D) avec une brillance de surface inférieure de moins d'une magnitude à celle du ciel nocturne ambiant.